# Wojciech Chmielowski

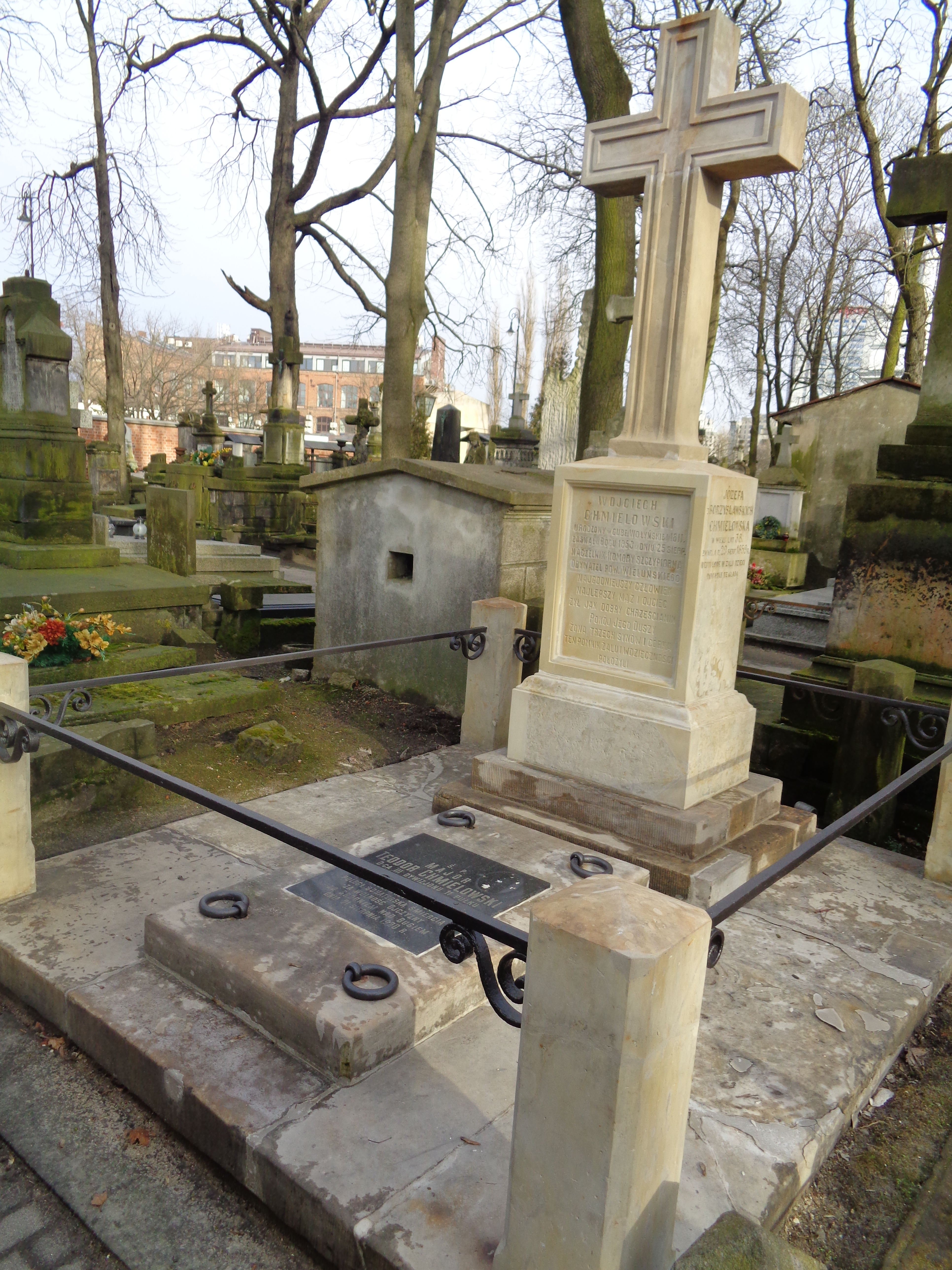
Grób Wojciecha Chmielowskiego na cmentarzu Powązkowskim

Wojciech Chmielowski herbu Jastrzębiec (ur. 1811 na Wołyniu, zm. 25 sierpnia 1853 w Kaliszu) – urzędnik celny z czasów Królestwa Polskiego, ojciec malarza i zakonnika brata Alberta.

## Życiorys
Urodził się jako jedno z sześciorga dzieci Felicji (Felicjany) z d. Kwaśnickiej i Franciszka Chmielowskich. Rodzina najprawdopodobniej straciła lub sprzedała swój folwark na Wołyniu, gdyż Wojciech musiał siebie i liczną rodzinę utrzymywać z pracy jako carski urzędnik w Królestwie Polskim. Około 1843 piastował stanowisko celnika w Igołomi, nadgranicznej wiosce z austriacką Galicją. Dzięki zdolnościom i pracowitości awansował systematycznie.
Pod koniec lat 40. XIX wieku pracował na wysokim i bardzo odpowiedzialnym stanowisku naczelnika Komory Celnej w Szczypiornie, położonym w bezpośredniej bliskości gubernialnego miasta Kalisza, na granicy z zaborem pruskim. Komora celna w Szczypiornie (z wieloma funkcjonariuszami patrolującymi granicę) była szczególnie ważna dla rosyjskiego Skarbu państwa, gdyż przez nieszczelną granicę leżącą ok. 5 km od Kalisza przechodził wówczas w obie strony olbrzymi szmugiel mięsa i wędlin, a nawet bydła (do Prus), spirytusu (z Prus) i innych towarów, z którego żyła duża część ludności miasta i okolicznych wiosek.
Żonaty z warszawianką Józefą z Borzysławskich (1821–1859) Chmielowski miał z nią trzech synów i córkę. Najstarszym z dzieci był Adam, późniejszy brat Albert.
Małżonkowie Chmielowscy zostali pochowani na warszawskich Powązkach (kwatera 17-2-14/15). Na ich odnowionym grobie umieszczono w latach międzywojennych XX wieku tablicę z napisem „Grobowiec rodziców czc. Sługi Bożego Brata Alberta Chmielowskiego”.